# Jestřábí boudy
Jestřábí boudy je název pro zaniklou skupinu Krkonošských bud, které se nacházely pod vrcholem Vrbatova návrší v nadmořské výšce 1380 metrů.

## Československá kasárna
Skupina budov s pozdějším názvem Jestřábí boudy byla vybudována jihozápadně od vrcholu Vrbatova návrší v druhé polovině třicátých let jako kasárna vojenské jednotky střežící a obsazující objekty československého opevnění budované v tomto prostoru. Jednalo se o pětici objektů. Čtyři z nich byly objekty ubytovacími. Jednalo se o typizované stavby, které byly původně určené pro výcvikový vojenský tábor ve Vyškově. Pátý objekt byl skladovací. Termín dokončení celého komplexu byl stanoven na 1. srpna 1938. K zásobování bud měla sloužit především nedaleko končící Masarykova horská silnice, v době její nepoužitelnosti pak plánovaná a nikdy nevybudovaná lanová dráha z Dolních Míseček. Dolní stanice dráhy se měla nacházet v prostoru soutoku Jizerky a Kotelského potoka.

## Německá výzkumná stanice
V roce 1938 podnikl německý přírodovědec dr. Kurt Herdemerten výpravu do západního Grónska. Po svém návratu si Jestřábí boudy vybral jako výzkumnou základnu z důvodu podobnosti okolní krajiny se severskou tundrou. Komplex získal název Polare Versuchsstation Goldhöhe (česky Polární výzkumná stanice Zlaté návrší). Během druhé světové války začala základna sloužit k válečným vědeckým účelům. Po návrhu tehdejšího vedoucího dr. Hanse Knoespela z roku 1942 zde byla zřízena vojenská polární škola cvičící adepty pro službu na německých tajných polárních meteorologických stanicích. Výcvik sestával například z lyžování, přežívání na konzervách, nocování ve sněhu a též i z trhání zubů nebo amputací omrzlých končetin. Prodělala jej zde i poslední posádka stanice Haudegen na severních Špicberkách pod velením dr. Wilhelma Degeho, která dne 4. 9. 1945 kapitulovala i jako poslední německá vojenská jednotka.

## Po druhé světové válce
Provozovatelem Jestřábích bud se po druhé světové válce stal podnik Interhotel Krkonoše. Čtyři ubytovací budovy sloužily nadále ubytování rekreantů, z páté vznikla restaurace. Byl zde vystavěn malý lyžařský vlek. Neúdržba způsobila umenšení jejich významu, v sedmdesátých letech sloužily školním lyžařským kurzům, posléze již jen jako ubytovny dělníků pracujících na výstavbě Labské boudy. Dvě budovy vyhořely, první začátkem 50. let a druhá roku 1970. Definitivní uzavření bud zapříčinil fakt, že odpadní vody byly vypouštěny přímo bez jakékoliv úpravy a to v nejcennější partii Krkonošského národního parku. V roce 1986 byly v režii KRNAPu strženy a odstraněny. Dnes jsou zde k nalezení pozůstatky základů a stojí zde trafostanice a garáž sloužící nedaleké Vrbatově boudě.